# برنامه ملی همکاری تحقیقات بزرگراهی

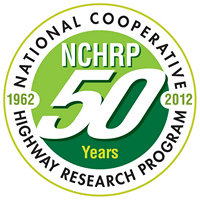
لوگو پنجاهمین سالگرد NCHRP

برنامه ملی همکاری تحقیقات بزرگراهی (NCHRP) تحقیقاتی را در مسائلی که بر برنامه ریزی، طراحی، ساخت، بهره‌برداری و نگهداری بزرگراه‌ها در ایالات متحده تأثیر می‌گذارند انجام داد. با مدیریت هیئت تحقیقات حمل و نقل (TRB)، بخشی از آکادمی‌های ملی علوم مهندسی و پزشکی، و به‌طور مشترک توسط آژانس‌های فدرال، ادارات حمل و نقل ایالتی و سایر سازمان‌های غیرانتفاعی پشتیبانی می‌شود.

## بودجه
برنامه ملی همکاری تحقیقات بزرگراهی در سال ۱۹۶۲ تحت نظارت TRB با هدف افزایش تحقیقات در مسائل جدی مربوط به مشکلات بزرگراهی شروع شد. و این برنامه توسط اتحادیه مقامات رسمی بزرگراه و حمل و نقل ایالات متحده (AASHTO) و اداره بزرگراه‌های فدرال وزارت حمل و نقل ایالات متحده (FHWA) حمایت می‌شود. بودجه این برنامه توسط تمام ادارات راهداری و حمل و نقل ایالتی تأمین می‌شود. از ادارات حمل و نقل ایالتی تقاضا می‌شود هر ساله ۵٫۵٪ از بودجه برنامه ریزی و تحقیقات ایالتی (SP&R) خود را صرف این برنامه کنند. بودجه سالانه NCHRP در سال‌های اخیر تقریباً ۳۷ میلیون دلار بوده‌است
FHWA بودجه را از طریق توافق‌نامه همکاری با آکادمی ملی علوم (سازمان سرپرست هیئت تحقیقات حمل و نقل)، در اختیار NCHRP قرار می‌دهد.

## چند مثال از فعالیت‌ها

### پروژه‌ها
نمونه‌هایی از پروژه‌های تحقیقاتی که قبلاً توسط NCHRP تصویب شده‌اند عبارتند از:
- Barth, Matthew J. (2000). Development of a Comprehensive Modal Emissions Model (PDF) (Report). Transportation Research Board.
- Little, Dallas N. (2006). Using Surface Energy Measurements to Select Materials for Asphalt Pavement (PDF) (Report). Transportation Research Board.
- Krenzke, Tom (2011). Producing Transportation Data Products from the American Community Survey That Comply With Disclosure Rules (PDF) (Report). Transportation Research Board.

### گزارش‌ها
نمونه‌هایی از گزارش‌های نهایی NCHRP عبارتند از:
- Isaac Shafran (2003). Financing and Improving Land Access to U.S. Intermodal Cargo Hubs (PDF) (Report). Transportation Research Board.
- Ralph D. Ellis, Jr. (2003). Illumination Guidelines for Nighttime Highway Work (PDF) (Report). Transportation Research Board.

لیست کاملی از گزارش‌های NCHRP بر اساس تاریخ انتشار را می‌توان در وب سایت TRB یافت.